# 벡키 (영화)
《벡키》(영어: Becky)는 2020년 개봉한 미국의 액션 영화이다.

## 출연진

### 주연
- 룰루 윌슨 - 벡키 역
- 케빈 제임스 - 도미닉 역

### 조연
- 조엘 맥헤일 - 제프 역
- 로버트 메일렛 - 아펙스 역
- 아만다 브루겔 - 케일라 역
- 라이언 맥도날드 - 콜 역